# تأسیسات سد امیرکبیر
تأسیسات سد امیرکبیر یک منطقهٔ مسکونی در ایران ، استان البرز است که در دهستان آدران واقع شده‌است. تأسیسات سد امیرکبیر ۱۳۹ نفر جمعیت دارد. این منطقه در کنار سد کرج واقع شده است.